# Полонина Брескулська
Полонина Брескулська — полонина в Українських Карпатах, в Рахівському районі Закарпатської області. Розташована на південно-західних схилах Чорногірського хребта, між вершинами Говерла та Туркул, у межах Чорногірського заповідного масиву (частина Карпатського біосферного заповідника), на висоті близько 1700 м.